# دوران قیام: افسانه مایکل کولهاس
دوران قیام: افسانه مایکل کولهاس (به فرانسوی: Michael Kohlhaas‎) فیلمی درام، فرانسوی-آلمانی ساخته شده در سال ۲۰۱۳ به کارگردانی آرنو دو پالیر بر اساس رمان هاینریش فون کلایست به نام مایکل کولهاس است. فیلم در جشنواره کن سال ۲۰۱۳ نامزد دریافت جایزه برای نخل طلا شد.

## داستان
در طی قرن شانزدهم میلادی، مایکل کولهاس اسب فروش اسب‌های خود را به بازار می‌برد. با عبور از سرزمین‌های بارون محلی، بارون دو اسب از او را تصرف می‌کند، با این که حق دریافت عوارض در کشور از بین رفته‌است. هنگامی که کولهاس متوجه می‌شود که برده وفادارش مورد حمله سگ‌های نگهبان بارون قرار گرفته و اسبهای وی نیز زخمی و مورد آزار و اذیت قرار گرفته‌اند، سعی می‌کند برای جبران خسارت شکایت کند، اما دادخواست وی رد می‌شود زیرا بارون در دادگاه یک خویشاوند دارد. بعداً، همسر کولهاس در اثر جراحات وارده به دست مردان بارون می‌میرد.
کولهاس برای حمله به خانه بارون قیام می‌کند و سپس مقامات را به اجرای عدالتی که خواهان آن است مجبور می‌کند.

## بازیگران
- مدس میکلسن در نقش مایکل کولهاس
- دلفین شیلوت در نقش ژودی
- برونو گانتس در نقش فرماندار
- پاول بارتل در نقش جرمی
- Mélusine Mayance در نقش لیزبت
- دیوید بننت در نقش سزار
- داوید کروس در نقش واعظ
- دونی لوان در نقش متکلم
- سرژی لوپس در نقش یک مرد مسلح

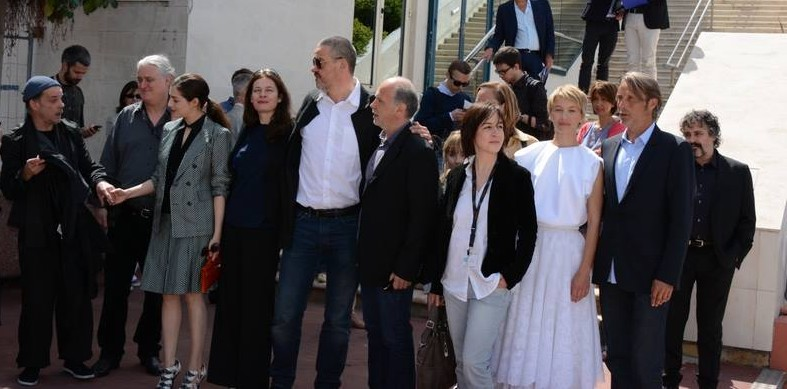
بازیگران در جشنواره کن ۲۰۱۳

- روکسان دوران در نقش ملکه مارگریت دو ناوار
- آمیرا کاسار در نقش آبس
- سوان آرلو در نقش بارون